# Менсхајм
Менсхајм (њем. Mönsheim) општина је у њемачкој савезној држави Баден-Виртемберг. Једно је од 28 општинских средишта округа Енцкрајс. Према процјени из 2010. у општини је живјело 2.688 становника. Посједује регионалну шифру (AGS) 8236039.

## Географски и демографски подаци
Менсхајм се налази у савезној држави Баден-Виртемберг у округу Енцкрајс. Општина се налази на надморској висини од 432 метра. Површина општине износи 16,8 km². У самом мјесту је, према процјени из 2010. године, живјело 2.688 становника. Просјечна густина становништва износи 160 становника/km².